# Talijanski rat 1499. – 1504.
Talijanski rat 1499. – 1504. (nazvan također i Drugi talijanski rat, Talijanski rat Luja XII. ili Rat za Napulj) je bio drugi u nizu tzv. talijanskih ratova. Vodio se između snaga francuskog kralja Luja XII. i Ferdinanda Katoličkog, španjolskog kralja, s učešćem nekoliko talijanskih sila.

## Pozadina
Godine 1498. Karlo VIII. umro je ne ostavivši direktne nasljednike. Naslijedio ga je rođak Luj XII., koji je Karlovom programu anžuvinskog nasljedstva (Napulj) iz prijašnjeg talijanskog rata dodao i dobivanje Milanskog Vojvodstva. Luj je 1499. sklopio s Mletačkom Republikom sporazum u Bloisu na rijeci Loire, kojim joj je obećao Cremonu. Imao je i podršku pape Aleksandra VI.

## Tijek rata
Luj XII. šalje 1499. vojsku u Lombardiju kojom je zapovijedao Gian Giacomo Trivulzio iz Milana, protivnik Ludovica Sforze koji je u to vrijeme bio poglavar Milana. Sforza, napadnut i od strane Mlečana, morao se skloniti kod austrijskog cara Maksimilijana. Nakon toga je francuski kralj svečano ušao u Milano, no vlast mu je postala stabilna tek nakon što je Sforza sa svojim švicarskim vojnicima poražen u bitci kod Novare 1500. godine. Luj je Veneciji dao Cremonu, a Ludovico Sforza je zarobljen i odveden u Francusku, gdje je 1508. umro.
Da bi Francuzi osvojili Napulj, bilo je potrebno prije spriječiti intervenciju europskih sila (kao u slučaju Karla VIII.), odnosno eventualni savez između španjolskog kralja Ferdinanda Katoličkog – koji je držao Siciliju i nije mu odgovaralo da Napulj postane francuski – i cara Maksimilijana Habsburškog – kojemu se nije svidjela nazočnost Francuza u Milanu. Zato je fr. kralj 1500. sklopio sporazum u Granadi. Prema tom dogovoru Francuskoj su trebale pripasti Campania i Abruzzo, a Španjolskoj Puglia i Calabria.
Napuljsko je Kraljevstvo osvojeno vrlo brzo. Vojska Ferdinanda Katoličkog došla je u Napuj kao saveznica napuljskog kralja Fridrika III. Zato se Fridrik potpuno prepustio Luju XII. i povukao u Francusku, gdje je 1501. kao apanažu dobio Anžuvinski dukat. Ali nakon lagane pobjede uslijedio je sukob između Francuske i Španjolske oko podjele plijena. Zahvaljujući blizini svojeg posjeda na Siciliji, pobjeđuje Španjolska u tri odlučujuće bitke tijekom 1503. godine (kod Seminare, Cerignole i Garigliana). Predaja je potpisana 1504. u Lyonu. Time je Španjolska dobila Napuljsko Kraljevstvo, a Francuska Milansko Vojvodstvo.

## Posljedice
Dvije najjače monarhije u Europi od tada su težile zadržavanju svojih posjeda u Italiji, pa su zato nakon ovog rata talijanske države neprestano gravitirale stranim sferama. Svi najznačajniji događaji iz talijanske povijesti toga vremena direktno su bili povezani s politikom jedne od dviju stranih sila dominantnih na Apeninskom poluotoku.